# Hydriomena vulcinaria
Hydriomena vulcinaria är en fjärilsart som beskrevs av William Schaus 1922. Hydriomena vulcinaria ingår i släktet Hydriomena och familjen mätare. Inga underarter finns listade i Catalogue of Life.